# Apollo Quiboloy
Apollo Carreon Quiboloy (kɪboˈlɔɪ) ist ein philippinischer Kirchenführer, dem zahlreiche Verbrechen vorgeworfen werden. Er war 1985 der Gründer und seither der Anführer einer auf den Philippinen beheimateten restorativen Kirche namens Kingdom of Jesus Christ, die 2013 nach eigenen Angaben sechs Millionen Mitglieder hatte. Quiboloy, der von seinen Anhängern als „der ernannte Sohn Gottes“ und „Besitzer des Universums“ verehrt wird, behauptete, er könne Naturkatastrophen wie Erdbeben verhindern.
Quiboloy wird beschuldigt, den Kirchenbesitz für seinen ausschweifenden Lebensstil veruntreut zu haben. In den USA wird er seit 2021 außerdem wegen Vergewaltigung von Kindern und Frauen gesucht, die er in Ausnützung seiner Macht begangen haben soll.  Auch auf den Philippinen wird er des Menschenhandels, Kindesmissbrauchs und der Vergewaltigung beschuldigt. In einem Fall sollen junge Mädchen als persönliche Assistentinnen („Pastorals“) missbraucht und gezwungen worden sein, sexuelle Gefälligkeiten zu erbringen. Am 8. September 2024 wurde er nach wochenlanger Fahndung von tausenden Sicherheitskräften in seinem Kirchenkomplex in Davao City festgenommen. Die philippinische Polizei setzte dabei modernste Technik wie Wärmebildkameras ein, um Quiboloy in einem unterirdischen Bunker aufzuspüren. Quiboloy behauptet, die Vorwürfe seien politisch motiviert und von böswilligen Kräften aus den USA initiiert.
In den USA ermittelte die Bundesstaatsanwaltschaft gegen Quiboloys Organisation wegen systematischem Verstoß gegen die Einwanderungsbestimmungen durch Scheinheiraten und Zwangsarbeit. Seine Anhänger mussten oft unter extremen Bedingungen Spenden sammeln und riskierten Bestrafungen, falls sie die finanziellen Vorgaben nicht erfüllten. Zudem wird Quiboloy vorgeworfen, dass Spendengelder, die für wohltätige Zwecke bestimmt waren, für seinen luxuriösen Lebensstil genutzt wurden.

## Biografie

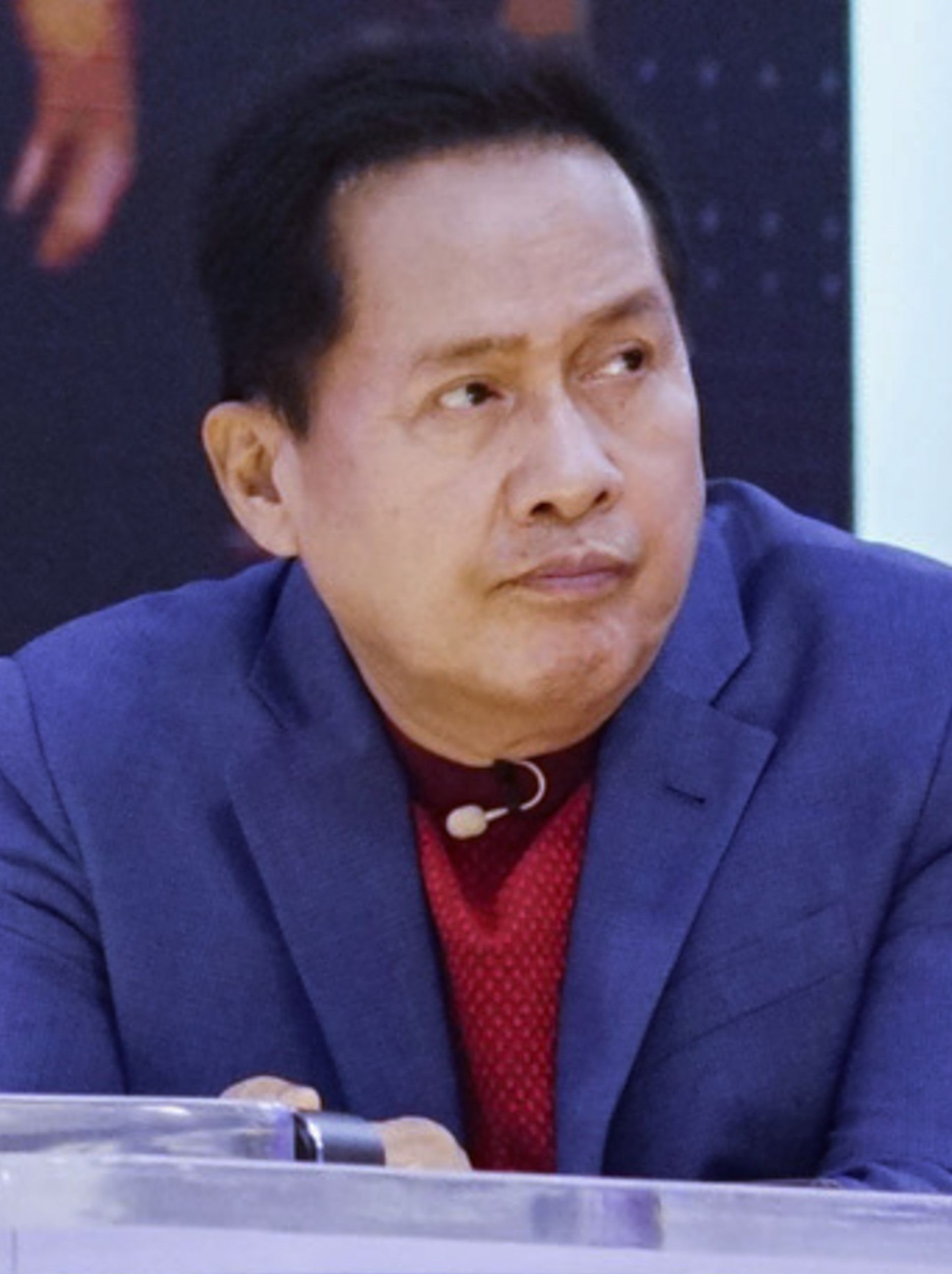
Apollo Quiboloy (2022)

Quiboloy wuchs nach eigenen Angaben in den Ausläufern des Berges Apo in Davao City auf und ist das jüngste von neun Kindern von José Quiboloy y Turla und María Carreón y Quinto. Seine Eltern stammten aus Lubao, Pampanga und waren nach dem Ende des Zweiten Weltkriegs nach Davao ausgewandert, um bessere Jobs zu finden.
Quiboloy behauptet, infolge einer mit 14 Jahren erfahrenen religiösen Erweckung in Manila Theologie studiert zu haben. Nach seinem Abschluss 1972 sei er wie seine Familie Mitglied United Pentecostal Church gewesen, zuletzt als erfolgreicher Prediger, bis er wegen Differenzen mit "Neidern" austrat und seine eigene Kirche gründete.
Er engagierte sich lange Zeit politisch als Unterstützer des (rechtsgerichteten) Regierungslagers. Er galt als Antikommunist, LGBT-Gegner, und als enger teleevangelistischer Freund des ehemaligen philippinischen Präsidenten Rodrigo Duterte. Nach dessen Rückzug plante er kurzzeitig selbst zu kandidieren. Duterte bekundete nach Quiboloys Verhaftung seine Solidarität mit seinem „spirituellen Führer“, und übernahm die Verwaltung des Kirchenbesitzes.